# Miss Univers 2009
Miss Univers 2009, est la 58e édition du concours Miss Univers, qui a lieu le 23 août 2009 à Atlantis Paradise Island, aux Bahamas. La cérémonie a été animée par l'actrice Claudia Jordan et l'animateur de radio américain Billy Bush, qui avait déjà présenté l'élection en 2003, 2004 et 2005.
Pour la première fois dans l'histoire de Miss Univers, un « back-to-back » s'est instauré dans le palmarès. En effet, Stefanía Fernández, Miss Venezuela, a été couronnée par sa compatriote vénézuélienne Dayana Mendoza, Miss Univers 2008.
84 pays et territoires ont participé à l'élection. Elle a été diffusée par NBC et dans plus de 170 pays du monde. Le 22 août, Jewel Selver (représentante des Îles Turques-et-Caïques) abandonne la compétition pour des raisons personnelles. Après un mois de voyage aux Bahamas, 83 candidates ont participé à la finale le 23 août.
Les répétitions, les préliminaires, la grande finale ont eu lieu dans l'Imperial Ballroom à l'intérieur de l'Atlantis. Cette grande salle a une capacité de 3 650 places, nombre inférieur aux salles des années précédentes).

## Résultats

### Classements
Pour la première fois depuis plusieurs années, les candidates européennes réalisent un record dans l'histoire de Miss Univers. En effet, sur l'ensemble des candidates du top 15, 9 candidates étaient européennes contre deux candidates américaines, deux candidates caribéennes, et une candidate africaine.

Miss Univers 2009

| Résultat final    | Candidate |
| ----------------- | --- |
| Miss Univers 2009 | - Venezuela - Stefanía Fernández |
| 1re dauphine      | - République dominicaine - Ada Aimée de la Cruz |
| 2e dauphine       | - Kosovo - Marigona Dragusha |
| 3e Dauphine       | - Australie - Rachael Finch |
| 4e Dauphine       | - Porto Rico - Mayra Matos Perez |
| Top 10            | - France - Chloé Mortaud - Afrique du Sud - Tatum Keshwar - République tchèque - Iveta Lutovská - Suisse - Whitney Toyloy - États-Unis - Kristen Dalton |
| Top 15            | - Albanie - Hasna Xhukiçi - Belgique - Zeynep Sever - Suède - Renate Cerljen - Croatie - Sarah Ćosić - Islande - Ingibjörg Egilsdóttir                  |

### Scores finaux
Voici les scores établis par le jury final de l'élection (en maillot de bain, en robe de soirée). Sachant que les notes de la question finale ne sont jamais affichées à l'écran.
| \| Pays \| Maillot de bain \| Robe de soirée \| \| ---------------------- \| --------------- \| -------------- \| \| Venezuela \| 8.760 (4) \| 8.869 (5) \| \| République dominicaine \| 9.189 (2) \| 9.428 (1) \| \| Kosovo \| 8.790 (3) \| 9.250 (2) \| \| Australie \| 9.264 (1) \| 9.039 (4) \| \| Porto Rico \| 8.533 (7) \| 9.050 (3) \| \| France \| 8.640 (5) \| 8.650 (6) \| \| Afrique du Sud \| 8.460 (8) \| 8.040 (7) \| \| République tchèque \| 8.350 (9) \| 8.010 (8) \| \| Suisse \| 8.611 (6) \| 7.890 (9) \| \| États-Unis \| 8.060 (10) \| 7.550 (10) \| \| Albanie \| 7.900 (11) \| \| \| Belgique \| 7.870 (12) \| \| \| Suède \| 7.830 (13) \| \| \| Croatie \| 7.811 (14) \| \| \| Islande \| 7.730 (15) \| \| | - Gagnante - 1re Dauphine - 2e Dauphine - 3e Dauphine - 4e Dauphine - Top 10 - Top 15 |                |
| Pays | Maillot de bain                                                                       | Robe de soirée |
| Venezuela | 8.760 (4)                                                                             | 8.869 (5)      |
| République dominicaine | 9.189 (2)                                                                             | 9.428 (1)      |
| Kosovo | 8.790 (3)                                                                             | 9.250 (2)      |
| Australie | 9.264 (1)                                                                             | 9.039 (4)      |
| Porto Rico | 8.533 (7)                                                                             | 9.050 (3)      |
| France | 8.640 (5)                                                                             | 8.650 (6)      |
| Afrique du Sud | 8.460 (8)                                                                             | 8.040 (7)      |
| République tchèque | 8.350 (9)                                                                             | 8.010 (8)      |
| Suisse | 8.611 (6)                                                                             | 7.890 (9)      |
| États-Unis | 8.060 (10)                                                                            | 7.550 (10)     |
| Albanie | 7.900 (11)                                                                            |                |
| Belgique | 7.870 (12)                                                                            |                |
| Suède | 7.830 (13)                                                                            |                |
| Croatie | 7.811 (14)                                                                            |                |
| Islande | 7.730 (15)                                                                            |                |

### Prix spéciaux
| Prix                      | Candidates                      |
| ------------------------- | ------------------------------- |
| Miss Sympathie            | - Chine - Wang Jingyao          |
| Miss Photogénie           | - Thaïlande - Chutima Durongdej |
| Meilleur Costume National | - Panama - Diana Broce          |

## Candidates
| Pays/territoire représentant | Candidate                      | Âge    | Taille | Domicile               |
| ---------------------------- | ------------------------------ | ------ | ------ | ---------------------- |
| Afrique du Sud               | Tatum Keshwar                  | 25 ans | 1,81 m | Durban                 |
| Albanie                      | Hasna Xhukiçi                  | 21 ans | 1,76 m | Fier                   |
| Allemagne                    | Martina Lee                    | 24 ans | 1,78 m | Meinerzhagen           |
| Angola                       | Nelsa Alves                    | 22 ans | 1,75 m | Luanda                 |
| Argentine                    | Johanna Lasic                  | 23 ans | 1,82 m | Buenos Aires           |
| Aruba                        | Diane Croes                    | 22 ans | 1,79 m | Oranjestad             |
| Australie                    | Rachael Finch                  | 21 ans | 1,76 m | Townsville             |
| Bahamas                      | Kiara Sherman                  | 26 ans | 1,68 m | Freeport               |
| Belgique                     | Zeynep Sever                   | 20 ans | 1,76 m | Bruxelles              |
| Bolivie                      | Dominique Peltier              | 22 ans | 1,80 m | Cochabamba             |
| Brésil                       | Larissa Costa                  | 25 ans | 1,76 m | Natal                  |
| Bulgarie                     | Elitsa Lubenova                | 19 ans | 1,73 m | Dve Mogili             |
| Canada                       | Mariana Valente                | 23 ans | 1,75 m | Richmond Hill          |
| Chine                        | Wang Jingyao                   | 18 ans | 1,80 m | Qingdao                |
| Chypre                       | Kielia Giasemidou              | 20 ans | 1,68 m | Nicosia                |
| Colombie                     | Michelle Rouillard             | 22 ans | 1,74 m | Popayán                |
| Corée                        | Ree Na                         | 24 ans | 1,68 m | Séoul                  |
| Costa Rica                   | Jessica Umaña                  | 21 ans | 1,75 m | Moravia                |
| Croatie                      | Sarah Ćosić                    | 20 ans | 1,78 m | Split                  |
| Curaçao                      | Angenie Simon                  | 24 ans | 1,70 m | Willemstad             |
| Équateur                     | Sandra Vinces                  | 19 ans | 1,78 m | Portoviejo             |
| Égypte                       | Elham Wagdy                    | 26 ans | 1,75 m | Cairo                  |
| Salvador                     | Mayella Mena                   | 21 ans | 1,74 m | San Salvador           |
| Espagne                      | Estíbaliz Pereira              | 23 ans | 1,81 m | Santiago de Compostela |
| Estonie                      | Diana Arno                     | 25 ans | 1,81 m | Tallinn                |
| États-Unis                   | Kristen Dalton                 | 22 ans | 1,70 m | Wilmington             |
| Éthiopie                     | Melat Yante                    | 19 ans | 1,72 m | Addis Ababa            |
| Finlande                     | Essi Poysti                    | 19 ans | 1,74 m | Jyväskylä              |
| France                       | Chloé Mortaud                  | 19 ans | 1,80 m | Bénac                  |
| Géorgie                      | Lika Ordzhonikidze             | 19 ans | 1,75 m | Tbilisi                |
| Ghana                        | Jennifer Koranteng             | 23 ans | 1,80 m | Accra                  |
| Grande-Bretagne              | Clarissa Cooper                | 27 ans | 1,73 m | Londres                |
| Grèce                        | Viviana Campanile Zagorianakou | 19 ans | 1,80 m | Athènes                |
| Guam                         | Racine Manley                  | 24 ans | 1,68 m | Dededo                 |
| Guatemala                    | Lourdes Figueroa               | 21 ans | 1,77 m | Guatemala              |
| Guyana                       | Jenel Cox                      | 19 ans | 1,73 m | Georgetown             |
| Honduras                     | Bélgica Suárez                 | 23 ans | 1,77 m | Tegucigalpa            |
| Hongrie                      | Suzann Budai                   | 21 ans | 1,81 m | Budapest               |
| Îles Caïmans                 | Nicosia Lawson                 | 26 ans | 1,75 m | George Town            |
| Inde                         | Ekta Chowdhry                  | 23 ans | 1,77 m | Delhi                  |
| Indonésie                    | Zivanna Letisha Siregar        | 20 ans | 1,78 m | Jakarta                |
| Irlande                      | Diana Donnelly                 | 20 ans | 1,75 m | Dublin                 |
| Islande                      | Ingibjörg Egilsdóttir          | 24 ans | 1,79 m | Austurland             |
| Israël                       | Julia Dyment                   | 20 ans | 1,76 m | Haifa                  |
| Italie                       | Laura Valenti                  | 25 ans | 1,75 m | Arezzo                 |
| Jamaïque                     | Carolyn Yapp                   | 25 ans | 1,75 m | Montego Bay            |
| Japon                        | Emiri Miyasaka                 | 25 ans | 1,70 m | Tokyo                  |
| Kosovo                       | Marigona Dragusha              | 18 ans | 1,73 m | Pristina               |
| Liban                        | Martine Albert Andraos         | 19 ans | 1,69 m | Byblos                 |
| Malaisie                     | Joannabelle Ng                 | 21 ans | 1,74 m | Kota Kinabalu          |
| Maurice                      | Anaïs Veerapatren              | 23 ans | 1,83 m | Curepipe               |
| Mexique                      | Karla Carrillo                 | 21 ans | 1,77 m | Guadalajara            |
| Monténégro                   | Anja Jovanović                 | 20 ans | 1,80 m | Podgorica              |
| Namibie                      | Happie Ntelamo                 | 20 ans | 1,85 m | Katima Mulilo          |
| Nicaragua                    | Indiana Sánchez                | 22 ans | 1,77 m | Managua                |
| Nigeria                      | Sandra Otohwo                  | 20 ans | 1,73 m | Asaba                  |
| Norvège                      | Eli Landa                      | 25 ans | 1,76 m | Stavanger              |
| Nouvelle-Zélande             | Katie Taylor                   | 22 ans | 1,75 m | Auckland               |
| Panama                       | Diana Broce                    | 23 ans | 1,70 m | Las Tablas             |
| Paraguay                     | Mareike Baumgarten             | 19 ans | 1,73 m | Asunción               |
| Pays-Bas                     | Avalon-Chanel Weyzig           | 19 ans | 1,75 m | Zwolle                 |
| Pérou                        | Karen Schwarz                  | 25 ans | 1,78 m | Lima                   |
| Philippines                  | Bianca Manalo                  | 22 ans | 1,78 m | Parañaque              |
| Pologne                      | Angelika Jakubowska            | 20 ans | 1,75 m | Lubań                  |
| Porto Rico                   | Mayra Matos                    | 20 ans | 1,78 m | Cabo Rojo              |
| République dominicaine       | Ada Aimée de la Cruz Ramírez   | 23 ans | 1,83 m | Villa Mella            |
| République slovaque          | Denisa Mendrejová              | 23 ans | 1,75 m | Bratislava             |
| République tchèque           | Iveta Lutovská                 | 26 ans | 1,83 m | Třeboň                 |
| Roumanie                     | Elena Bianca Constantin        | 20 ans | 1,74 m | Piatra Neamț           |
| Russie                       | Sofia Rudieva                  | 18 ans | 1,78 m | Saint-Petersburg       |
| Serbie                       | Dragana Atlija                 | 22 ans | 1,80 m | Belgrade               |
| Singapour                    | Rachel Kum                     | 24 ans | 1,70 m | Singapour              |
| Slovénie                     | Mirela Korač                   | 22 ans | 1,71 m | Ljubljana              |
| Suède                        | Renate Cerljen                 | 21 ans | 1,75 m | Staffanstorp           |
| Suisse                       | Whitney Toyloy                 | 19 ans | 1,78 m | Yverdon                |
| Tanzanie                     | Illuminata James               | 24 ans | 1,76 m | Mwanza                 |
| Thaïlande                    | Chutima Durongdej              | 23 ans | 1,77 m | Bangkok                |
| Turquie                      | Senem Kuyucuoğlu               | 18 ans | 1,86 m | Izmir                  |
| Ukraine                      | Kristina Kots-Gotlib           | 26 ans | 1,74 m | Donetsk                |
| Uruguay                      | Cinthia D'Ottone               | 21 ans | 1,79 m | Montevideo             |
| Venezuela                    | Stefanía Fernández             | 18 ans | 1,78 m | Mérida                 |
| Vietnam                      | Võ Hoàng Yến                   | 21 ans | 1,79 m | Hô-Chi-Minh-Ville      |
| Zambie                       | Andella Chileshe Matthews      | 21 ans | 1,78 m | Ndola                  |

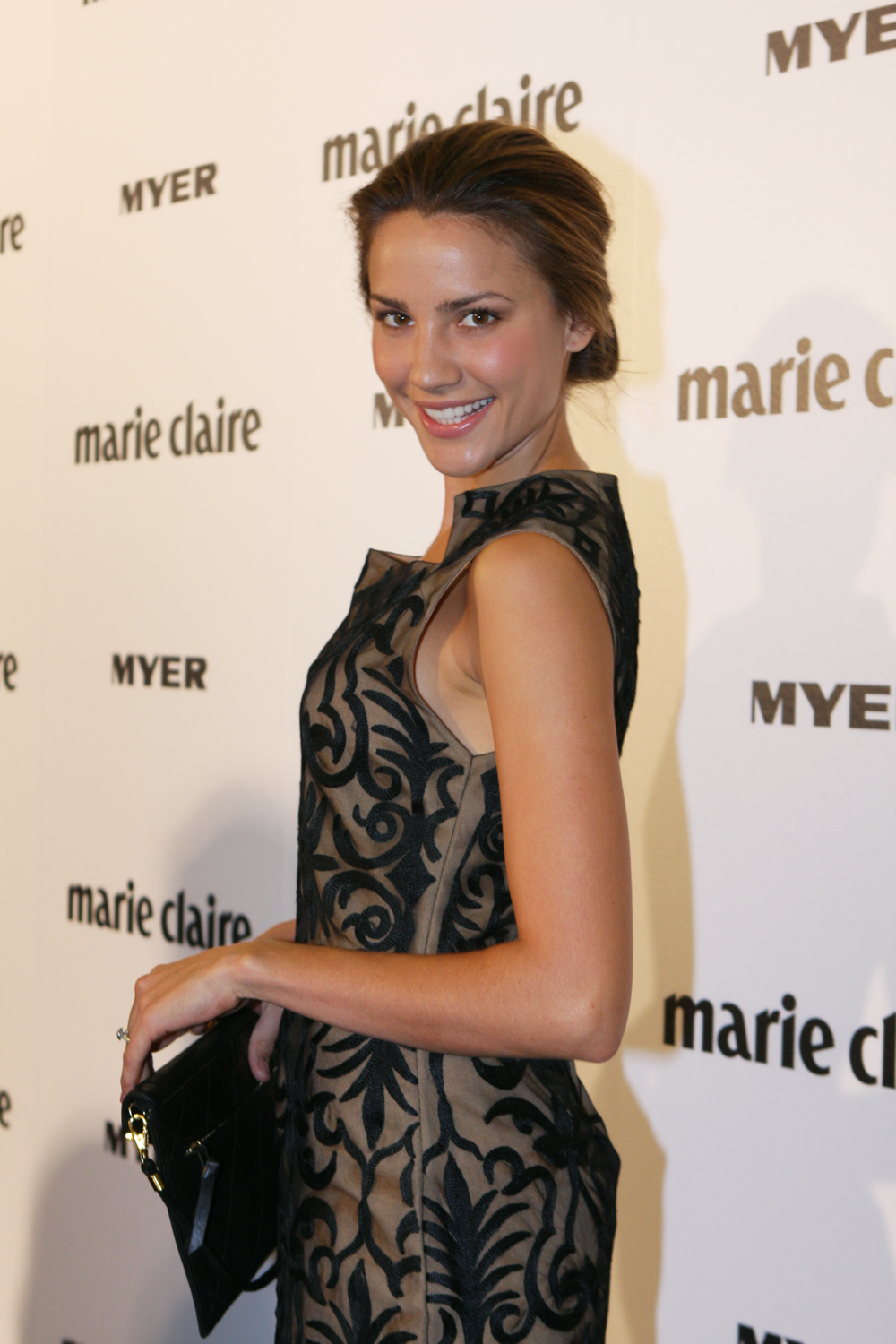
Rachael Finch, Miss Univers Australie 2009.
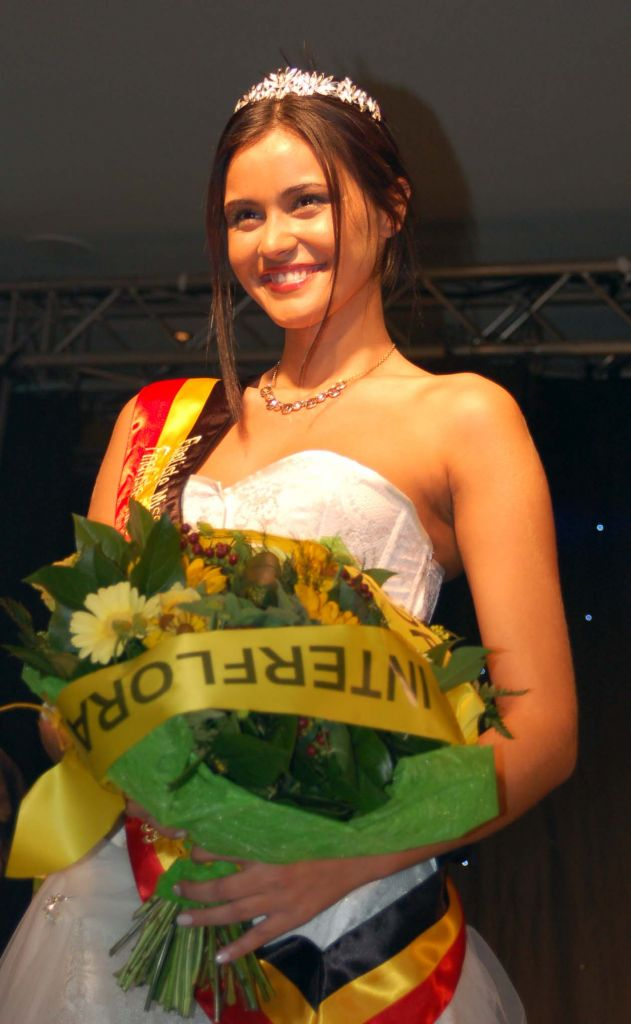
Zeynep Sever, Miss Univers Belgique 2009.
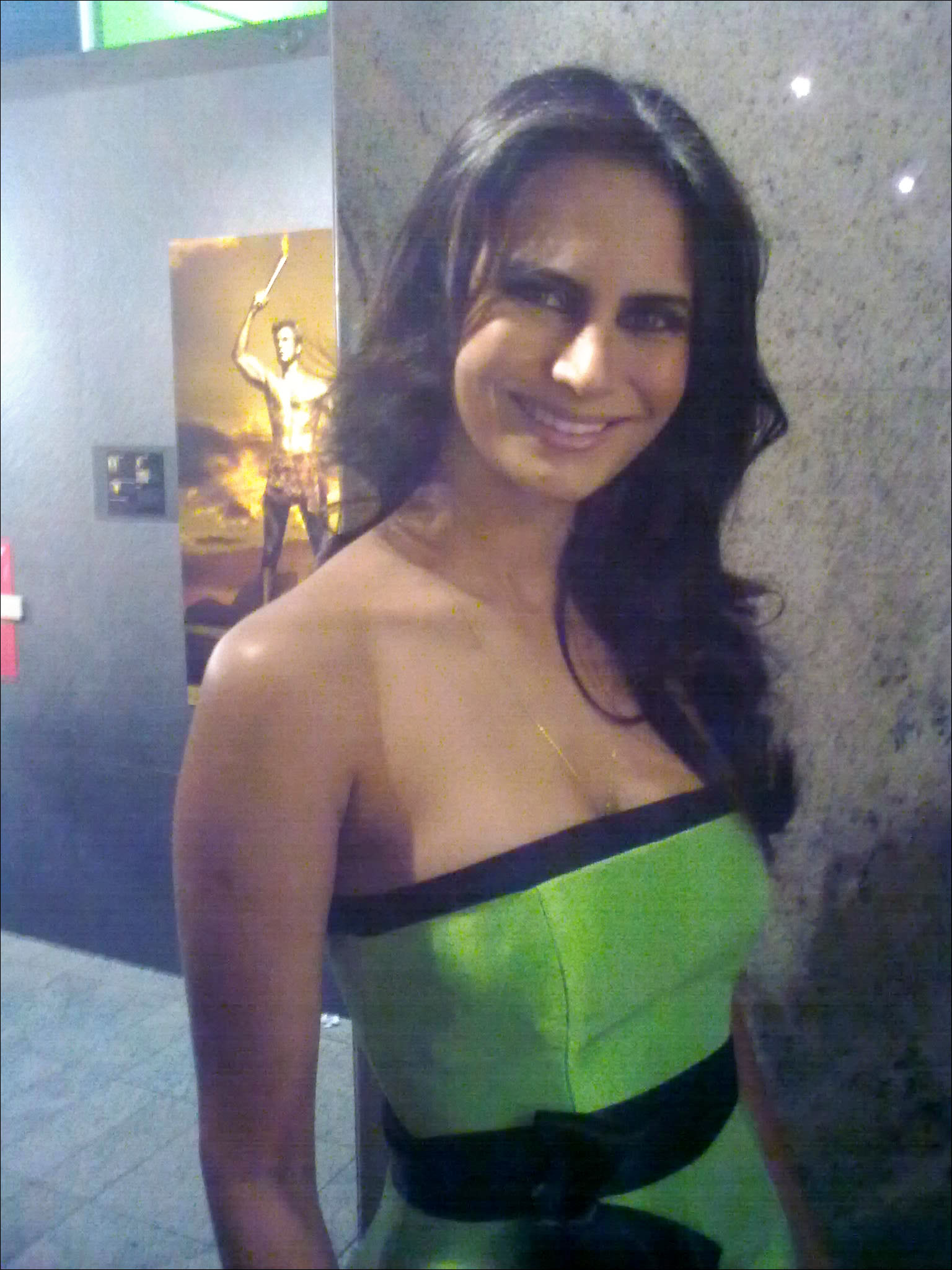
Larissa Costa, Miss Univers Brésil 2009.
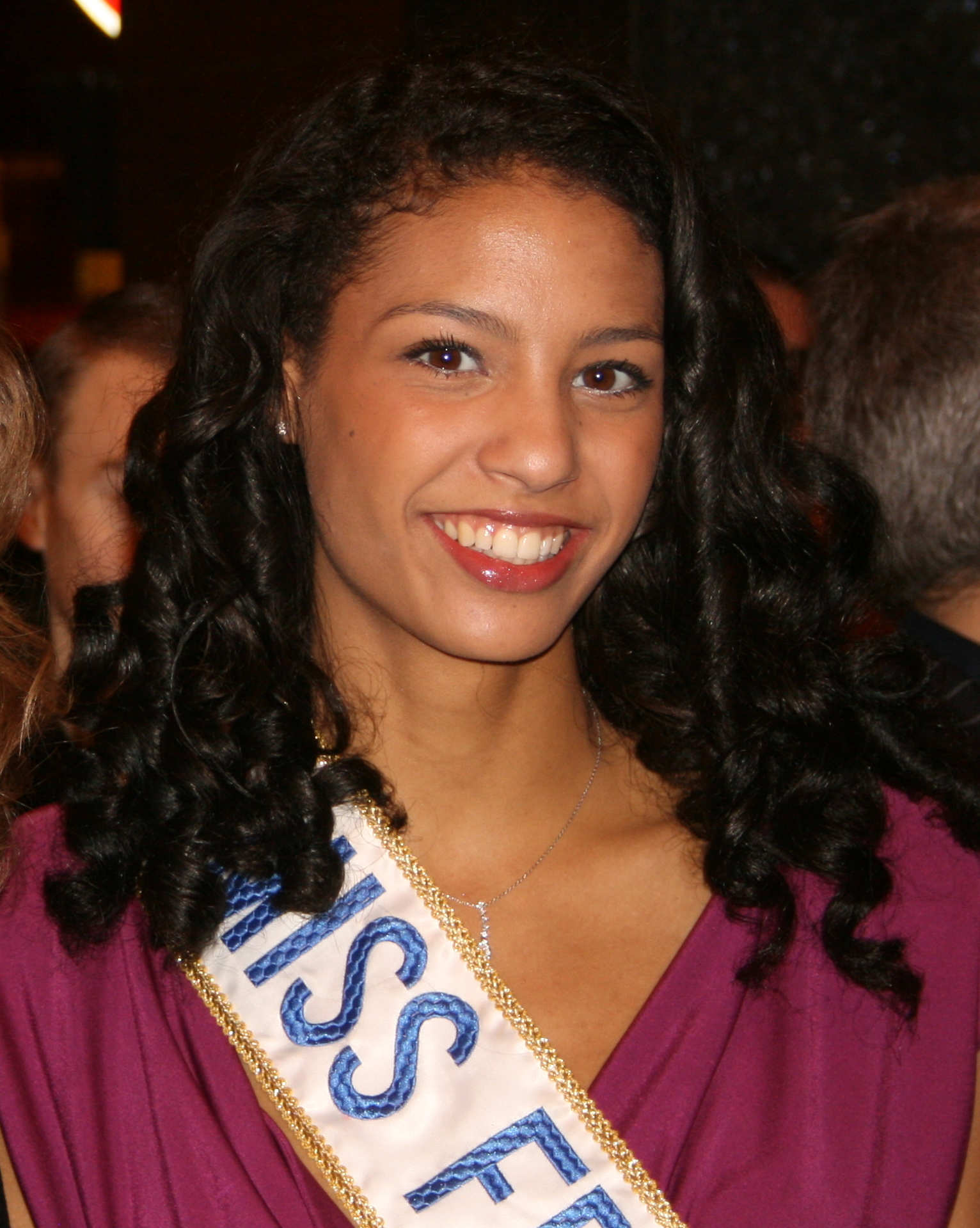
Chloé Mortaud, Miss Univers France 2009.
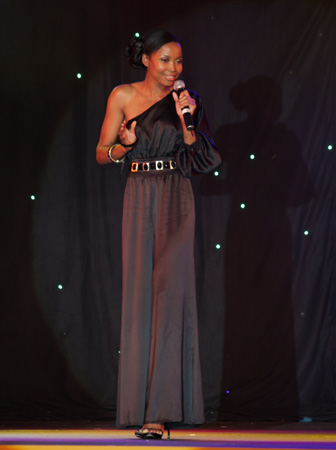
Nicosia Lawson, Miss Univers Îles Caïmans 2009.
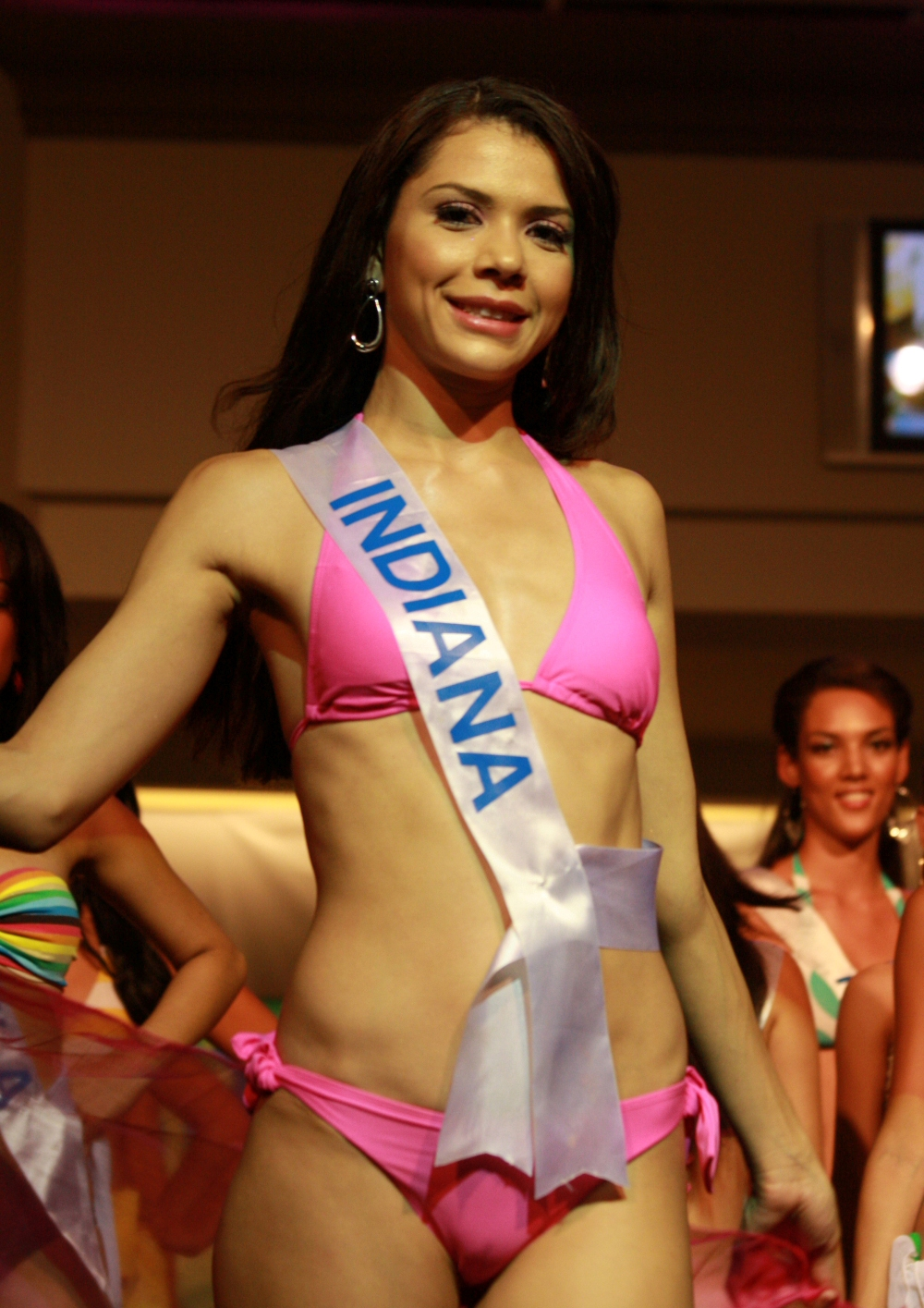
Indiana Sánchez, Miss Univers Nicaragua 2009.
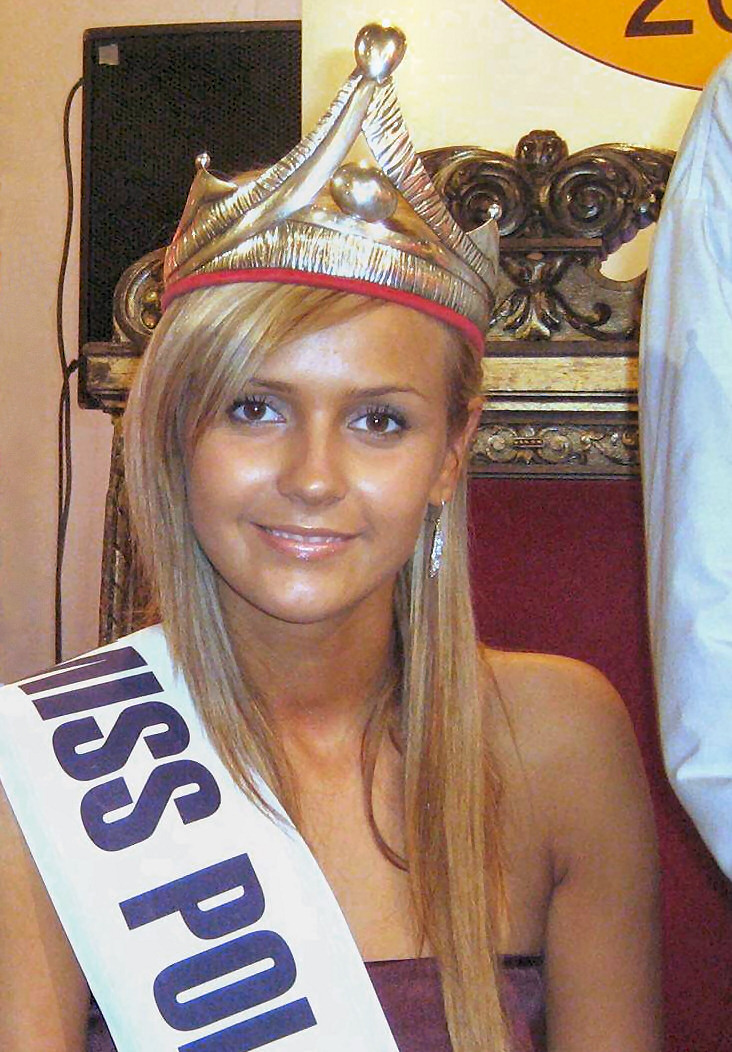
Angelika Jakubowska, Miss Univers Pologne 2009.
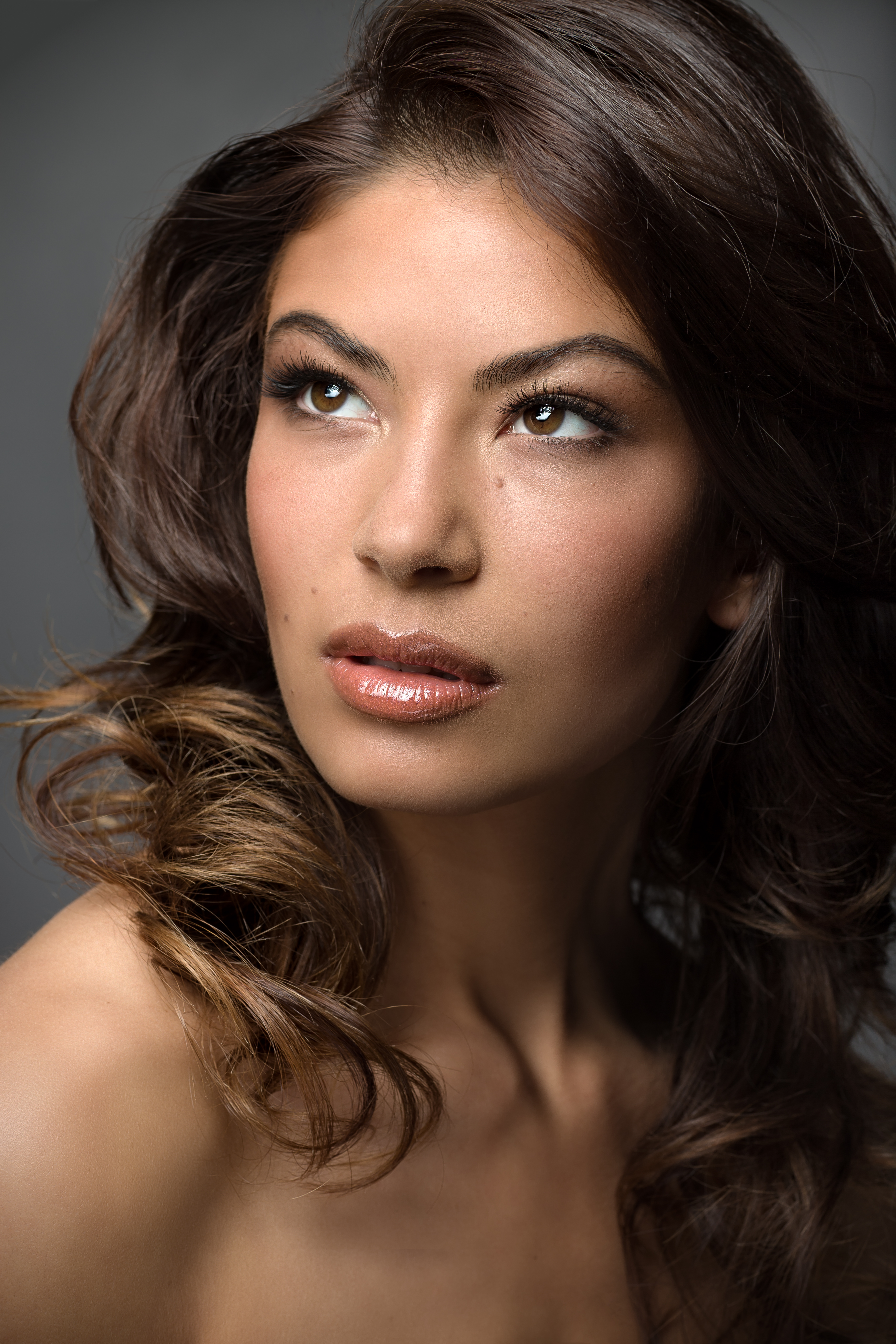
Avalon-Chanel Weyzig, Miss Univers Pays-Bas 2009.
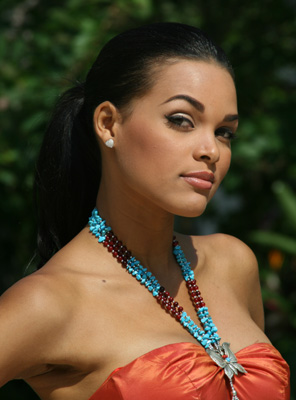
Ada de la Cruz, Miss Univers République dominicaine 2009.
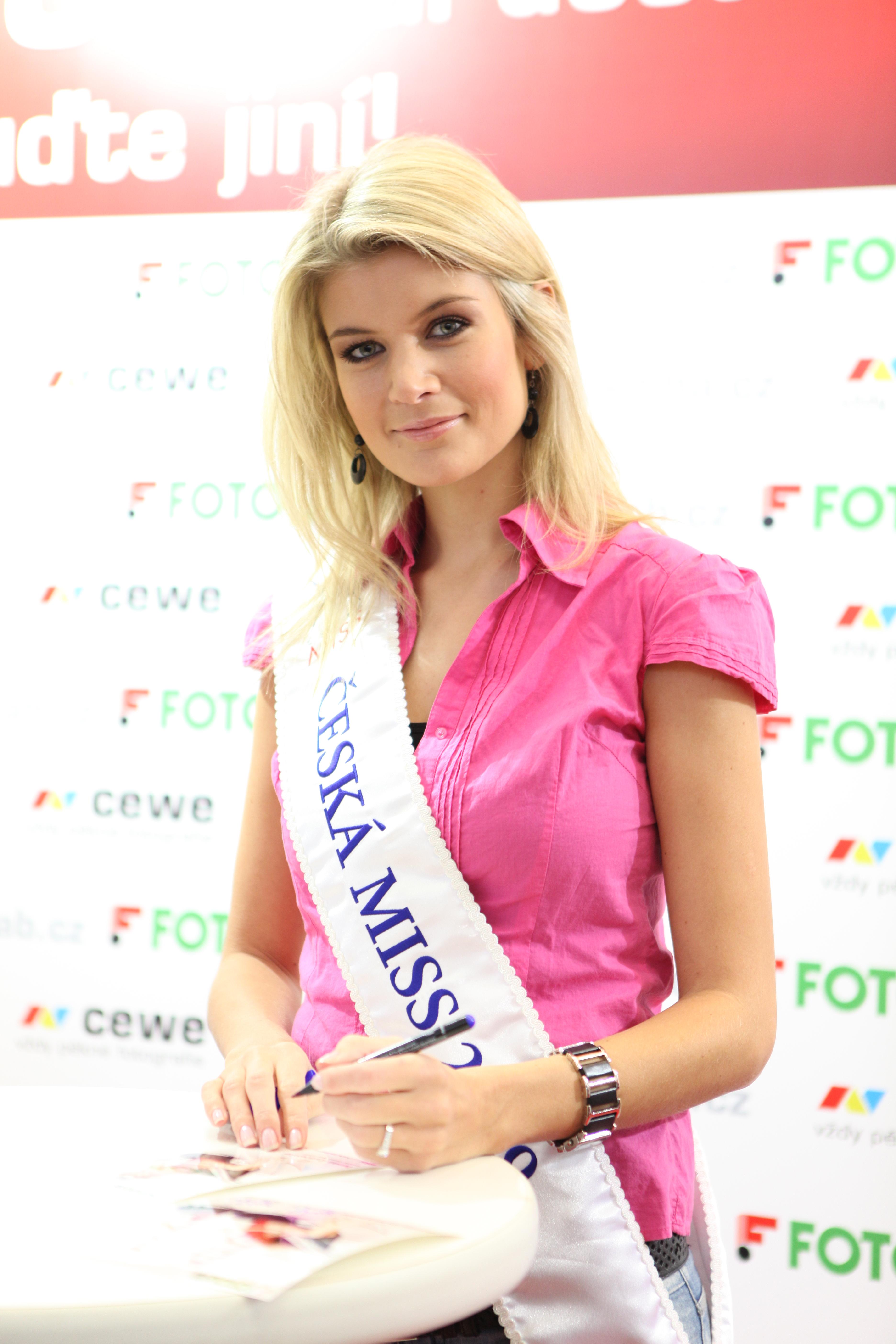
Iveta Lutovská, Miss Univers République tchèque 2009.
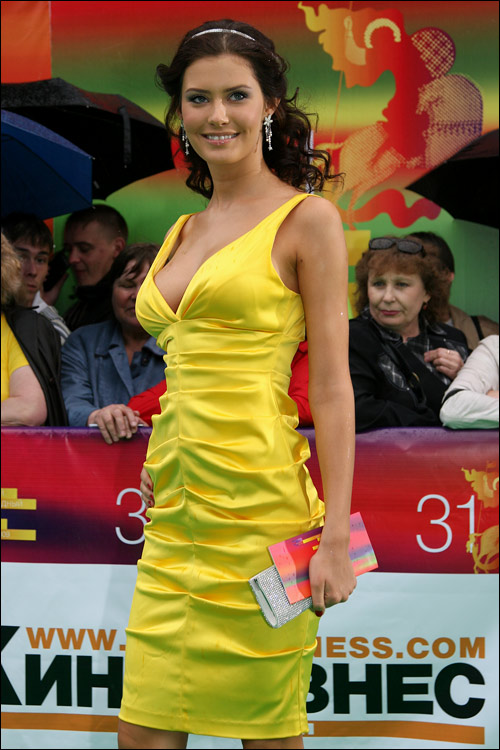
Sofia Rudieva, Miss Univers Russie 2009.
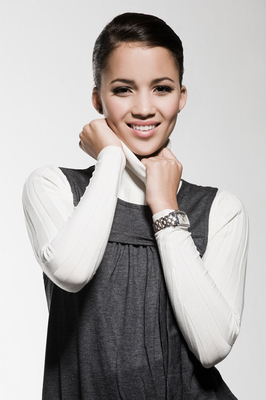
Whitney Toyloy, Miss Univers Suisse 2009.
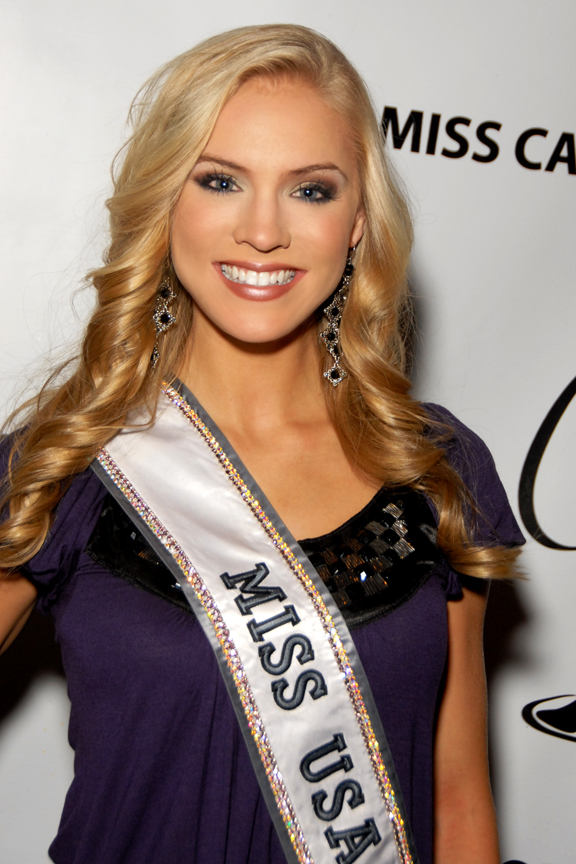
Kristen Dalton, Miss Univers USA 2009.
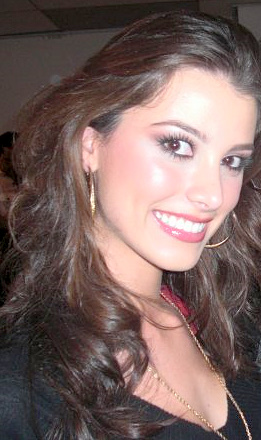
Stefanía Fernández, Miss Univers Venezuela 2009.

## Ordre d'annonce des finalistes
| 1. Porto Rico 2. Islande 3. Albanie 4. République tchèque 5. Belgique 6. République dominicaine 7. Suède 8. Kosovo 9. Australie 10. France 11. Suisse 12. Afrique du Sud 13. États-Unis 14. Croatie 15. Venezuela | 1. Australie 2. Venezuela 3. Afrique du Sud 4. République dominicaine 5. Kosovo 6. République tchèque 7. Suisse 8. Porto Rico 9. États-Unis 10. France 1. République dominicaine 2. Australie 3. Porto Rico 4. Venezuela 5. Kosovo |

## Invités musicaux
- Ouverture de cérémonie : I Gotta Feeling par les Black Eyed Peas, Fire Burning par Sean Kingston
- Fashion Shoot Presentation : Body Language par Heidi Montag (Performance en Live)
- Défilé en maillot de bain : Right Round et Jump par Flo Rida (Performance en Live)
- Défilé en robe de soirée: When Love Takes Over par David Guetta featuring Kelly Rowland (Performance en Live)

## Les préliminaires
Pour la première fois, les préliminaires étaient diffusés sur internet (via UStream) dans le monde entier. Durant ces préliminaires, les 84 candidates ont défilé tout d'abord en maillot de bain puis en robe de soirée devant un jury professionnel qui déterminera les quinze finalistes qui sera annoncé en début de soirée lors de la finale le 23 août 2009. Ce show a été présenté par Dayana Mendoza, Miss Univers 2008 et un animateur de radio bahaméen Ed Fields. Anthoney Wright (chanteur britannique) a interprété Wud if I Cud pendant la compétition.

## La finale
Pour la première fois depuis que Donald Trump a racheté le concours en 1996, c'est lui-même qui a fait l'introducteur de l'élection.
Les 84 candidates avaient enregistré l'introduction en costume national, y compris Miss Îles Turques-et-Caïques - Jewel Selver. Le Top 15 a été annoncé, suivie d'un reportage sur Dayana Mendoza qui partageait ses expériences en tant que miss. Les quinze demi-finalistes s'affrontaient dans la compétition en défilant en maillot de bain puis le Top 10 en Robe du soir. Les téléspectateurs pouvaient voir les scores attribués à chaque miss à l'écran. Avant d'annoncer les cinq finalistes, il y avait deux prix spéciaux - Miss Sympathie et Miss Photogénique et ont été donnés. Les deux pays asiatiques ont remporté les prix spéciaux - Wang Jingyao de la Chine et Chutima Durongdej de la Thaïlande. Dayana Mendoza a annoncé le choix des internautes (qui ont choisi parmi trois couronnes) que la nouvelle couronne était celle de la «paix». Les cinq finalistes annoncées, elles s'affrontent à la « question finale » puis à un « face-à-face » pour déterminer la nouvelle Miss Univers. La 4e Dauphine fut annoncé en premier, suivi par la nouvelle Miss Univers 2009 - Stefanía Fernández (comme à son habitude).
La retransmission en direct a été présenté par Billy Bush (présentateur d'Access Hollywood) et Claudia Jordan (ex-miss aux États-Unis puis présentatrice de Celebrity Apprentice). Pour la première fois, Heidi Montag chantait pendant le reportage des fashion shoots des quinze finalistes. Flo Rida a chanté sur scène durant le défilé en maillot de bain pour le Top 15 en interprétant deux de ses chansons, et David Guetta & Kelly Rowland ont chanté pendant le défilé en robe de soirée pour le Top 10.
Le concours a marqué une première, utilisant le logiciel Skype pour la première fois pour la « question finale ». C'est Mayra Matos, représentante de Porto Rico, qui a brièvement répondu à la question de Miss Univers 2007 Riyo Mori du Japon via Skype.

## Jury

### Jury final
- Keisha Whitaker – Fondatrice de Kissable Couture Lip Gloss line.
- Tamara Tunie – Actrice, New York, unité spéciale.
- George Maloof Jr. – Magnat du sport professionnel et hôtelier.
- Farouk – Fondateur et Président de CHI Hair Care.
- Richard LeFrak – Président et CEO de LeFrak Organization.
- Heather Kerzner – Philanthrope et Ambassadrice pour Kerzner International and Resorts.
- Matthew Rolston – Photographe.
- Dean Cain – Acteur (connu pour Superman) et producteur.
- Colin Cowie – Auteur, couturier pour stars et présentateur TV.
- Valeria Mazza – Top model international.
- Andre Leon Talley – Écrivain et éditeur.
- Gerry DeVeaux – Producteur et compositeur.

## Observations